# Campo receptivo
Se denomina campo receptivo de una neurona sensitiva a la región del espacio en la cual la presencia de un estímulo altera la respuesta de dicha neurona, esto es, la tasa de impulsos electroquímicos que ésta genera. En ocasiones, por campo receptivo se entiende la función bidimensional que detalla el cambio en la tasa de impulsos que se produce para los diferentes puntos de la región. Se ha encontrado la existencia de campos receptivos en neuronas del sistema auditivo, del sistema somático y del sistema visual.

## Visión
El concepto de campo receptivo se puede aplicar a neuronas pertenecientes a etapas diferentes del sistema nervioso en cuestión. Así, por un lado, el campo receptivo de una célula ganglionar de la retina está formada por la entrada de todos los conos y bastones unidos con ella; por otro, un grupo de células ganglionares formarán el campo receptivo de una célula del cerebro. A este proceso se le llama convergencia.
Las células ganglionares de la retina pueden ser excitadas o inhibidas dependiendo del lugar del campo receptivo sobre el cual pasa el estímulo visual, dado que los campos receptivos de las células ganglionares son concéntricos. Existen básicamente dos tipos de campos receptivos: el primero tiene un centro ON o encendido y una periferia OFF o apagado, lo que significa que si un estímulo afecta al campo visual en la periferia este inhibirá la actividad de la célula ganglionar, mientras que si el estímulo afecta el centro del campo receptivo, este excitará la actividad de la célula ganglionar; el segundo tipo tiene un centro OFF o apagado y una periferia ON o encendido, lo cual significa que los estímulos tienen los efectos contrarios de los campos receptivos del primer tipo.
Los campos receptivos responden a distintos tipos de estímulos, cada vez más complejos, mientras aumenta el nivel de procesamiento de la información visual, es decir, mientras que las células ganglionares de la retina responde a colores, por ejemplo, las células del núcleo geniculado lateral responden a factores como tamaño, velocidad y dirección del movimiento. Incluso hay una respuesta más alta a patrones complejos como caras o presas en distintos animales.